# Marcel Balsa
Pas d'image ? Cliquez ici
Marcel Lucien Balsa, né le 1er janvier 1909 à Saint-Frion dans la Creuse et décédé le 11 août 1984 à Maisons-Alfort, est un pilote français.

## Biographie
Sa carrière en sport automobile s'étale entre septembre 1945 (Coupe de Paris -dite Coupe des Prisonniers-, cinquième sur Bugatti Type 51) et avril 1964 (Coupes de vitesse de Montlhéry, victoire de catégorie GT1.6 sur Porsche 356 Carrera). 
Il a notamment disputé dix Grand Prix de Formule 1 hors championnat, entre 1946 (Nice) et 1954 (Cadours), obtenant une cinquième place au Grand Prix de Paris 1952 puis une sixième la même année à Cadours sur BMW privée (cette voiture lui ayant également servi lors du Grand Prix automobile d'Allemagne durant la saison).

## Résultats en championnat du monde de Formule 1
| Saison | Écurie | Châssis                           | Moteur         | Pneus     | GP disputés | Points inscrits | Classement |
| ------ | ------ | --------------------------------- | -------------- | --------- | ----------- | --------------- | ---------- |
| 1952   | Privé  | Bayerische Motoren Werke Speciale | BMW 6 en ligne | Englebert | 1           | 0               | n.c.       |

## Victoires Sport
- Coupe d'Automne de Montlhéry 1952 catégorie 2L. (BMW 328) ;
- Coupe de Printemps de Montlhéry 1953 catégorie 2L. (Jicey; 2e en 1954 sur Meteor) ;
- Coupe d'Automne de Montlhéry 1953 catégorie 2L. (BMW) ;

(Nota Bene: Balsa est encore 2e du Grand Prix de Bordeaux Sport en 1955, sur Porsche 550).